# 楊時秀
楊時秀（1498年—？），字叔茂，號禹峰，直隸鳳陽府懷遠縣人，民籍，明朝政治人物。

## 生平
嘉靖十三年（1534年）甲午科應天府鄉試第十名舉人。嘉靖十四年（1535年）中式乙未科會試第六十一名，登第三甲第三十九名進士。授浙江寧海縣知縣，十七年調归安县，历任户部主事、郎中，官至山東按察司佥事。

## 家族
曾祖楊銑；祖父楊成；父楊賓，曾任教諭。母張氏。具庆下。兄杨堂、杨奎。